# 奧巴赫河 (洛爾河支流)
50°2′18″N 9°31′13″E / 50.03833°N 9.52028°E

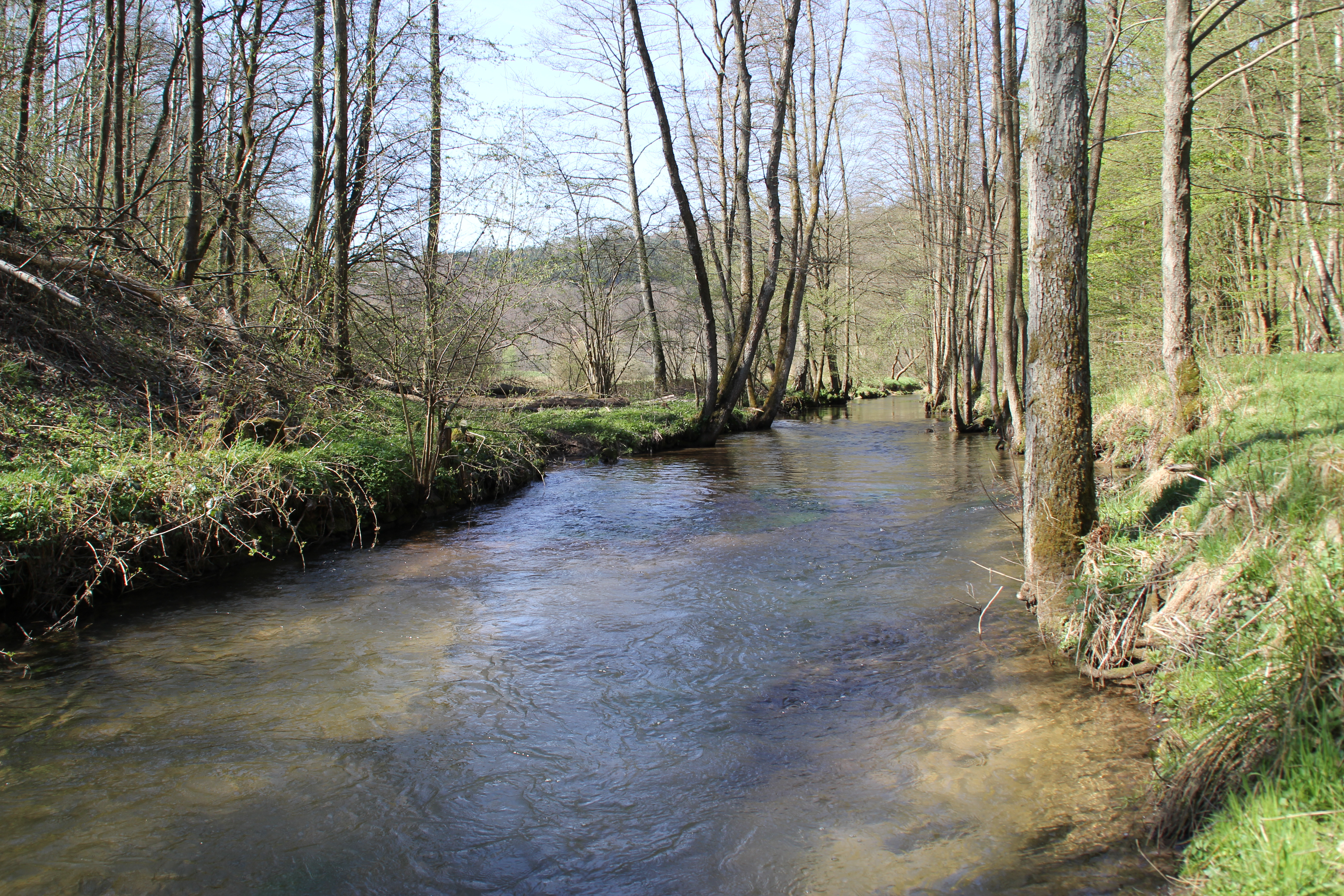

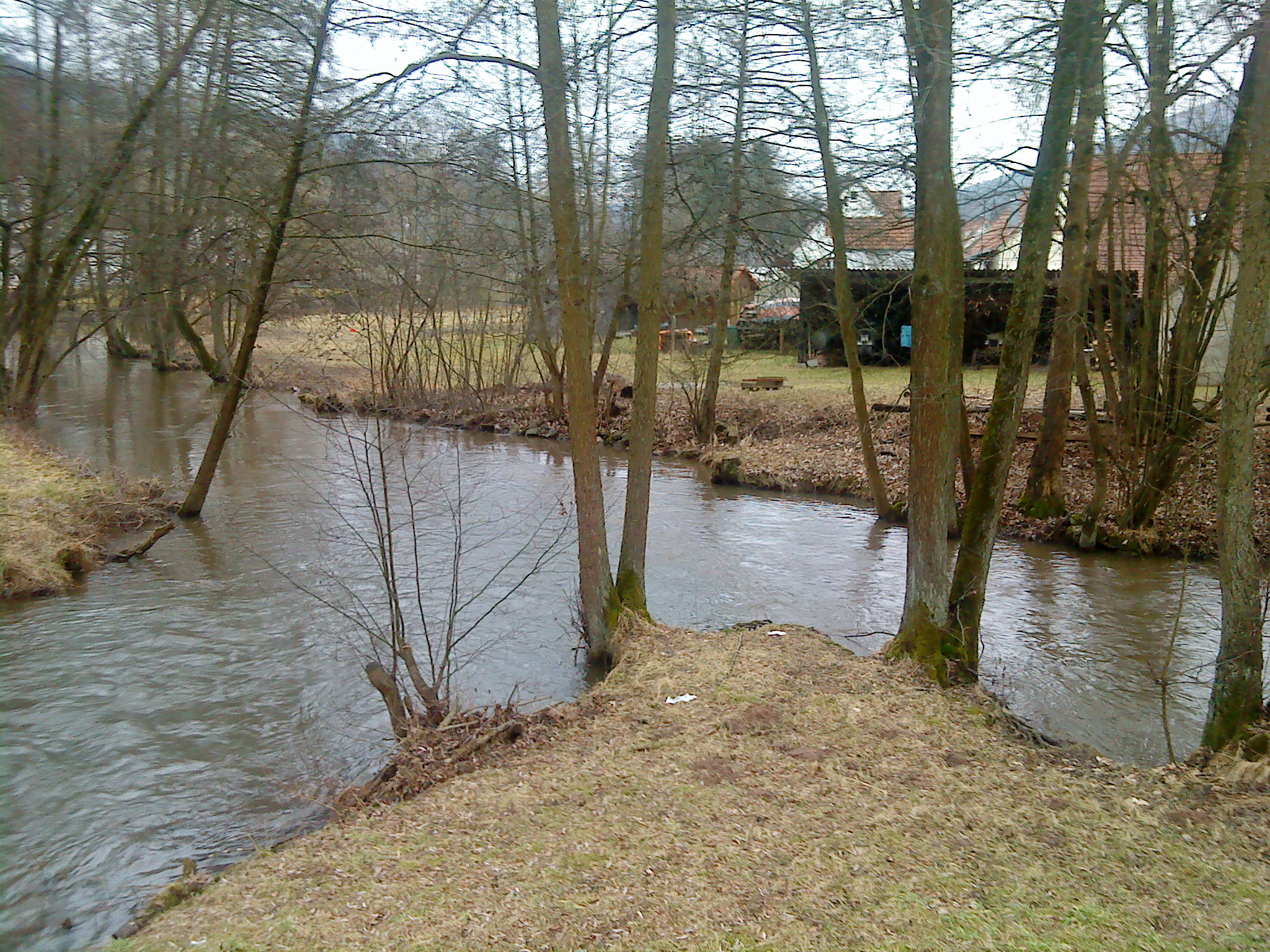

奧巴赫河（德語：Aubach），是德國的河流，位於該國東南部，由巴伐利亞負責管轄，屬於洛爾河的右支流，河道全長22.4公里，流域面積128.3平方公里，河口處在帕滕施泰因。